# Netty Witziers-Timmer
Jeannette Josephina Maria ("Netty") Witziers-Timmer (Amszterdam, 1923. július 22. – 2005. január 25.) olimpiai bajnok holland atléta.
Tagja volt a négyszer százon aranyérmes holland váltónak az 1946-os oslói Európa-bajnokságon.
Részt vett az 1948-as londoni olimpiai játékokon. Fanny Blankers-Koen, Gerda van der Kade-Koudijs és Xenia Stad-de Jong társaként megnyerte a négyszer százas váltót. E versenyszámban máig ez az egyetlen holland győzelem.

## Egyéni legjobbjai
- 100 méter síkfutás - 12,3 s (1944)
- 200 méter síkfutás - 25,5 s (1946)
- Távolugrás - 5,56 m (1944)